# Taekwondo savez Herceg-Bosne
Taekwondo savez Herceg-Bosne je udruženje hrvatskih taekwondoaških društava u BiH. Jedan je od tri ravnopravna Saveza u BiH. Taekwondo savezu FBiH s Taekwondo savezom Republike Srpske čini državni Teakwondo savez BiH. 
U Taekwondo savezu Herceg-Bosne je preko 11 klubova članova: Poskok iz Posušja, Magone iz Livna, Crostar iz Mostara, Buško blato iz Tomislavgrada, Čapljina, Šujica i dr. Predsjednik Taekwondo saveza Herceg-Bosne je Branko Stanić.

## Vanjske poveznice
- TKD savez Herceg-Bosne  Arhivirana inačica izvorne stranice od 13. prosinca 2017. (Wayback Machine)
- Facebook